# У степовій тиші
«У степовій тиші» (рос. «В степной тиши») — радянський художній фільм 1959 року, знятий на кіностудії «Мосфільм».

## Сюжет
За мотивами «Повісті про директора МТС і головного агронома» Г. Ніколаєвої. Приїзду нового агронома чекали на Журавинській МТС з нетерпінням. Директор МТС Чаліков, головний інженер Фарзанов (Михайло Кузнецов) і парторг Федір Михайлович відправляються на залізничну станцію Степова. Про агронома вони знають небагато: їде до них відмінниця, яка тільки що закінчила столичну сільськогосподарську академію. Тому і зустрічають її солідно. На станції Степова поїзд стояв всього декілька хвилин. Новий агроном, мабуть, не приїхав. Начальники вже попрямували до машини, коли ззаду почувся тоненький дівочий голосок. Маленька, тендітна, зі смішними кісками дівчинка виявилася тією, яку вони зустрічали. Чаліков впевнений, що з приїздом Ковшової (Ніна Гуляєва) нічого не зміниться. Він як і раніше менше думає, а більше прислухається до думки Фарзанова. Життя до появи агронома було спокійним, і план якось виконували. І раптом з приїздом Ковшової всі втратили спокій. Непорядки вона знаходить всюди: машини з МТС виїжджають на колгоспні поля не завжди справними; протягом багатьох років дирекція МТС змушувала відстаючий Зарічний колгосп сіяти зернові на кам'янистому грунті, а родючу заплаву не орали. Ковшова цілими днями ходить по полях, радиться з колгоспниками, а потім доводить Чалікову і Фарзанову, що необхідно обробляти заплаву, а якщо буде потрібно, передати колгоспам машини. Можливо, все могло залишитися по-старому, якби не наполегливість нового агронома. Настя Ковшова розповіла про недоліки в роботі МТС секретарю обкому, який приїхав перед сівбою. Потім багато що змінилося в Степній. Фарзанов назавжди виїхав з МТС. Чалікова викликали в Москву. Повертаючись, він боявся, що Настя не пробачила йому їх перших зіткнень. Але побачивши, як вона біжить до станції з букетом польових квітів в руках, він зрозумів — Настя чекала його…

## У ролях
- Ніна Гуляєва — Настя Ковшова
- Едуард Ізотов — Чаліков
- Михайло Кузнецов — Фарзанов
- Владислав Баландін — Федько
- Всеволод Санаєв — Федір Вєтров
- Віктор Хохряков — Соколов
- Андрій Тутишкін — Потугаєв
- Євгенія Козирєва — Варвара
- Борис Буткєєв — епізод
- Анатолій Кубацький — Солонтай
- Олександр Гречаний — Гнат Ігнатович
- Віра Петрова — Ліночка
- Олена Максимова — Анфіса
- Валентина Березуцька — Олюха
- Микола Сморчков — Вєнька
- Галина Степанова — Клавдія Іванівна
- Інга Будкевич — колгоспниця
- Борис Андрєєв — епізод
- Микола Москаленко — епізод
- Олександр Холмінов — епізод
- Валентина Владимирова — епізод
- Наталія Крачковська — епізод
- Зоя Толбузіна — епізод

## Знімальна група
- Режисер: Сергій Казаков
- Автор сценарію: Галина Ніколаєва, Максим Сагалович
- Оператори:  Володимир Яковлєв,  Петро Кузнецов
- Композитор:  Олександр Холмінов
- Художник-постановник:  Олександр Жаренов
- Звукорежисер: Микола Кропотов